# Andresa Correa
Andresa Corrêa (nascida em São Paulo no dia 19 de abril de 1980) é uma praticante de Jiu-jitsu brasileiro (BJJ) com faixa preta, tricampeã do Campeonato Mundial de Jiu-Jitsu e tricampeã do Campeonato Mundial de Jiu-Jitsu No-Gi IBJJF. Ela está entre os poucos atletas que conquistaram os principais campeonatos com quimono em mais de uma ocasião: Campeonato Mundial (3x), Campeonato Europeu (2x), Campeonato Pan-Americano (2x) e Campeonato Brasileiro (4x).
Andresa teve uma temporada excepcional em 2016, ficando muito perto de alcançar o "Grand Slam" do jiu-jitsu, que consiste em conquistar medalhas de ouro em sua categoria e na categoria absoluto em todos os principais campeonatos com quimono mencionados. Ela não conseguiu o feito por pouco, ao vencer sua categoria, mas ficar em terceiro lugar na categoria absoluto no Campeonato Mundial de 2016. Naquele mesmo ano, ela também conquistou uma medalha de ouro no Campeonato Mundial No-Gi.
Andresa começou a treinar em 1996 na academia do Mestre Carlos Rollyson, em Bragança Paulista. Em 2010, mudou-se para a academia Alliance Jiu Jitsu em São Paulo, onde passou a treinar sob a orientação do Mestre Fábio Gurgel.